# 中国共产党党史学习教育

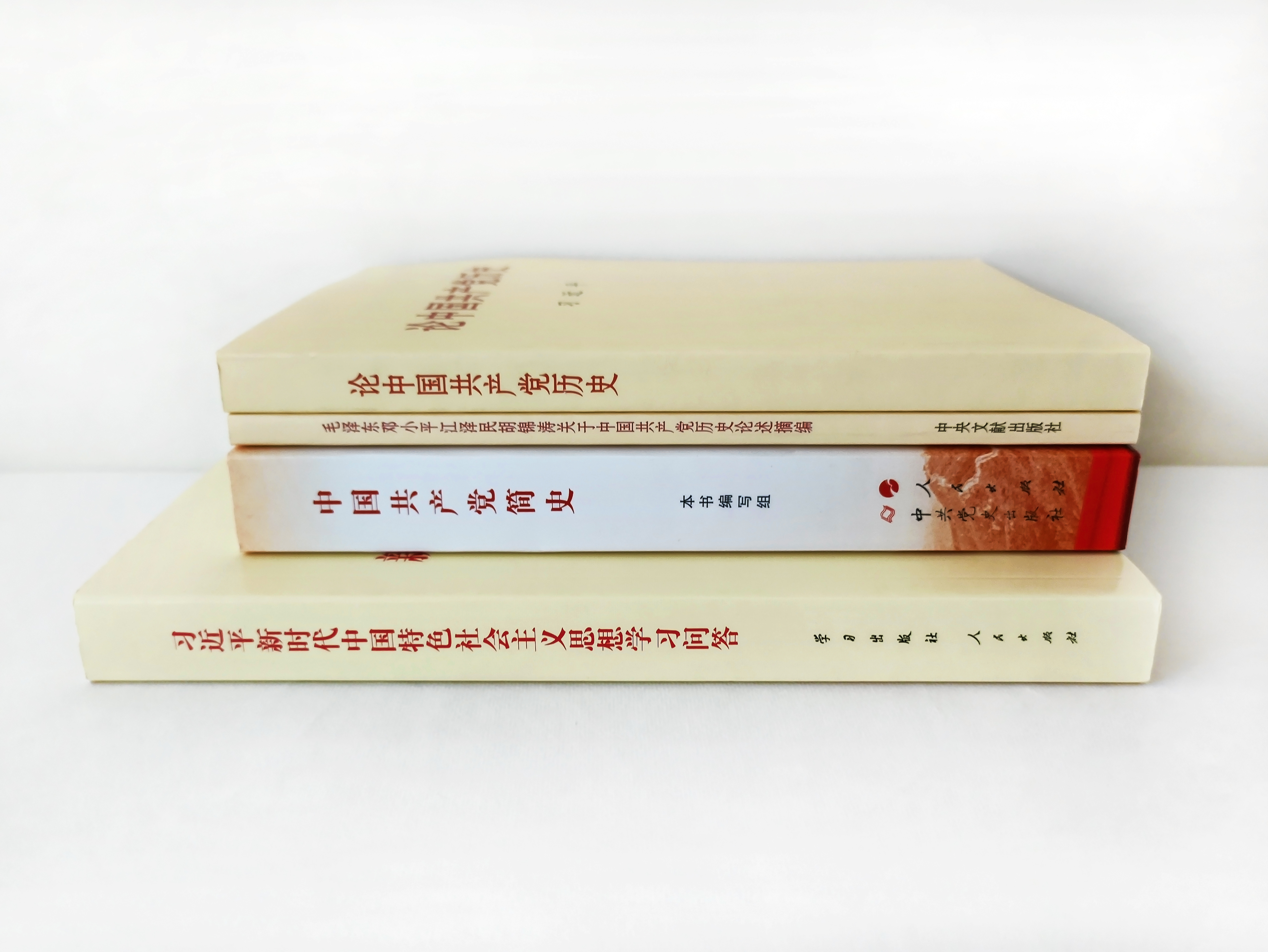
党史学习教育的四本“指定书目”

中國共產黨的党史学习教育是中国共产党为庆祝建党100周年，要求全党学习中国共产党历史而开展的政治运动，于2021年2月20日在党史学习教育动员大会上正式展开。根据中共中央的部署，党史学习教育主要分为四个层面，包括开展专题学习、组织宣传宣讲、召开专题民主生活会和组织生活会和开展“我为群众办实事”实践活动。除了地方、部委、企业、高校开展的教育活动外，中共中央也会组织中央宣讲团前往各地举行宣讲活动。
党史学习教育的四本“指定书目”分别为《论中国共产党历史》（习近平著）、《毛泽东、邓小平、江泽民、胡锦涛关于中国共产党历史论述摘编》、《习近平新时代中国特色社会主义思想学习问答》和《中国共产党简史》。其中新编的《中国共产党简史》用占全书四分之一的篇幅展现习近平执政以来的党史，同时文化大革命的内容不再独立成章，被指责将毛泽东的错误被淡化。